# Парк имени Юрия Гагарина (Хабаровск)
Парк имени Юрия Гагарина (полное наименование Городской парк культуры и отдыха имени Ю. А. Гагарина) — парк культуры и отдыха, находящийся в Индустриальном районе Хабаровска. Выходит к улицам Краснореченская и Флегонтова.
Разбит во второй половине 1950-х годов на месте заболоченой поймы.

## История
До основания парка на его месте находилась болотная территория. К 1957 году на её месте разбили парк, который получил название «Парк культуры и отдыха Индустриального района». 20 и 29 мая 1962 года, отправляясь с миссией мира в Японию, Хабаровск посетил первый космонавт мира Юрий Алексеевич Гагарин. 29 мая первому космонавту предложили посетить парк. Там он посадил даурскую лиственницу, которая до сих пор растёт в парке. Решением Хабаровского городского совета народных депутатов 15 мая 1980 года парку присвоили имя Юрия Гагарина.
В начале 1990-х парк пришёл в упадок и в итоге оказался заброшенным. Некоторую часть реконструировали из за открытия цирка.

## Реконструкция 2013—2016 годов
Реконструкция парка началась 20 августа 2013 года, по проекту, победившему на городском конкурсе в феврале 2013 года, однако потом её перенесли на ноябрь. В конце ноября началась точная реконструкция. Длилась она до сентября 2016 года. За это время срубили высокие деревья, скосили траву, сделали дорожки каменными, поставили арку на центральном входе. Открытие реконструированного парка состоялось 18 сентября 2016 года, однако должно было состояться двумя днями ранее, но из-за плохой погоды его перенесли на 18-е число.

## Объекты
В парке находится здание Хабаровского государственного цирка (построено в 2001 году), в декабре 2021 года построен развлекательный центр «Космопорт», где размещён кинотеатр с 3 кинозалами, кафе и выставочная зона.